# Bright Allotey
Bright Allotey (sinh ngày 14 tháng 9 năm 1991 ở Accra) là một tiền đạo bóng đá người Ghana thi đấu ở vị trí hậu vệ cho Great Olympics.

## Sự nghiệp quốc tế
Allotey được triệu tập lần đầu vào ngày 12 tháng 9 năm 2009 để thi đấu giao hữu trước Đội tuyển bóng đá quốc gia Argentina, in this match ra mắt quốc tế vào ngày 1 tháng 10 năm 2009.